# Leucosticte
Leucosticte – rodzaj ptaków z rodziny łuszczakowatych (Fringillidae).

## Występowanie
Rodzaj obejmuje gatunki występujące w Azji i Ameryce Północnej.

## Morfologia
Długość ciała 14–19 cm, masa ciała 18–60 g.

## Systematyka

### Etymologia
Nazwa rodzajowa pochodzi od greckiego słowa λευκοστικτος leukostiktos – „biało nakrapiany, blady” (λευκος leukos – „biały” oraz στικτος stiktos – „plamisty” (στιζω stizō – „tatuować”)).

### Gatunek typowy
Linaria (Leucosticte) tephrocotis Swainson

### Podział systematyczny
Do rodzaju należą następujące gatunki:
- Leucosticte nemoricola (Hodgson, 1836) – góralka brunatna
- Leucosticte brandti Bonaparte, 1850 – góralka ciemnogłowa
- Leucosticte arctoa (Pallas, 1811) – góralka syberyjska
- Leucosticte tephrocotis (Swainson, 1832) – góralka siwogłowa